# Tovarnjak (Molat)
Tovarnjak je nenaseljeni otočić uz zapadnu obalu otoku Molatu, sjeverno od mjesta Molata. Od obale Molata je udaljen oko 700 metara.
Površina otoka je 80.132 m2, duljina obalne crte 1548 m, a visina oko 21 metar.